# Pol Lirola
Pol Mikel Lirola Kosok (Mollet del Vallès, España, 13 de agosto de 1997), conocido como Pol Lirola, es un futbolista español que juega como defensa en el Olympique de Marsella de la Ligue 1.

## Trayectoria
Lirola fue internacional español con las categorías inferiores y es un firme representante de la prolífica cantera de jugadores forjados en las divisiones inferiores del R. C. D. Espanyol.
Salió del R. C. D. Espanyol a cambio de 700 000 euros y llegó para jugar en la Juventus Primavera. En la temporada 2016-17 fue citado por Allegri para realizar la pretemporada.
En julio de 2016 abandonó provisionalmente la Juventus para incorporarse a préstamo a la U. S. Sassuolo Calcio. Se quedó en el club tres temporadas en las que jugó casi un centenar de partidos, marchándose en 2019 a la ACF Fiorentina. En este equipo participó en 52 encuentros antes de ser cedido en enero de 2021 al Olympique de Marsella.
El 23 de agosto de 2021 regresó a Marsella después de que los dos clubes hubieran llegado a un acuerdo para su traspaso y firmó un contrato por cinco años. Tras el primero de ellos le llegó la oportunidad de volver a España y recaló en el Elche C. F. a préstamo. La siguiente temporada se marchó, también cedido, al Frosinone Calcio.

## Palmarés

### Títulos internacionales
| Título          | Club   | País   | Año  |
| --------------- | ------ | ------ | ---- |
| Eurocopa Sub-21 | España | Italia | 2019 |